# Off the Lock
Off the Lock è il secondo album in studio del gruppo musicale giapponese B'z, pubblicato nel 1989.

## Tracce
1. Kimi no Naka de Odoritai (君の中で踊りたい)
2. Hurry Up!
3. Never Let You Go
4. Safety Love
5. Guitar Kids Rhapsody
6. Yoru ni Furaretemo (夜にふられても)
7. Loving All Night
8. Oh! Girl
9. Rosy
10. Off The Lock (Instrumental)

## Formazione
- Koshi Inaba
- Takahiro Matsumoto